# Linea Abukuma Express
La linea Abukuma Express (阿武隈急行線?, Abukuma-kyūkō-sen) è una ferrovia a scartamento ridotto che unisce in modo alternativo alla linea principale Tōhoku le prefetture di Fukushima e Miyagi.

## Caratteristiche della rete
- Percorso: Fukushima – Tsukinoki
- Lunghezza: 54,9 km
- Scartamento: 1067 mm
- Numero di stazioni: 23
- Numero di binari: 
  - Doppio binario: Fukushima - semaforo di Yanome (4,7 km)
  - Binario semplice: tutto il resto del tracciato
- Elettrificazione: 20 kV CA a 50 Hz
- Sistema di blocco: Sistema di blocco automatico speciale (previsto)

## Storia
La linea venne inaugurata il 1º aprile 1968 col nome di linea Marumori (丸森線?), gestita dalle Ferrovie Nazionali Giapponesi (JNR) fra Tsukino e Marumori. Il progetto originario era quello di creare un bypass all'ormai satura linea principale Tōhoku, ma i lavori vennero sospesi dopo il quadruplicamento di parte della prima, al punto che nel settembre 1981 fu proposto di chiudere la linea.
Per ovviare al rischio di chiusura, l'infrastruttura venne trasferita alla società terza Abukuma Express dal 1986, inizialmente operando treni diesel KiHa 22 acquisiti dalla JNR. Due anni dopo la linea fu elettrificata.
Nel 2025 è stata nuovamente ipotizzata la chiusura della linea per motivi economici, e di sostituirla con un sistema di bus, nonostante il parere contrario dei residenti della zona. Nell'occasione la linea Abakuma è perciò diventata uno dei soggetti dell'opera di arte tanbo realizzata ogni anno a Kakuda.

## Servizi
Sulla linea circolano solo treni locali che fermano in tutte le stazioni con una frequenza di 30 o 60 minuti. Alcuni treni inoltre terminano ai confini della prefettura, dividendo la linea in due relazioni distinte. La mattina e la sera alcuni treni proseguono da Tsukinoki fino alla stazione di Sendai.

## Stazioni
| Stazione                     | Giapponese             | Distanza | Collegamenti                                                                                             | Posizione | Posizione |
| ---------------------------- | ---------------------- | -------- | --- | --------- | --------- |
| Fukushima                    | 福島                   | 0.0      | ■ Linea principale Tōhoku ■ Tōhoku Shinkansen ■ Yamagata Shinkansen ■ Linea principale Ōu ■ Linea Iizaka | Fukushima | Fukushima |
| Oroshimachi                  | 卸町                   | 5.6      | | Fukushima | Fukushima |
| Fukushima Gakuin-mae         | 福島学院前             | 6.5      | | Fukushima | Fukushima |
| Senoue                       | 瀬上                   | 7.5      | | Fukushima | Fukushima |
| Mukaisenoue                  | 向瀬上                 | 8.6      | | Fukushima | Fukushima |
| Takako                       | 高子                   | 10.1     | | Date      | Fukushima |
| Kamihobara                   | 上保原                 | 11.5     | | Date      | Fukushima |
| Hobara                       | 保原                   | 12.8     | | Date      | Fukushima |
| Ōizumi                       | 大泉                   | 13.9     | | Date      | Fukushima |
| Niida                        | 二井田                 | 15.4     | | Date      | Fukushima |
| Nitta                        | 新田                   | 17.0     | | Date      | Fukushima |
| Yanagawa                     | 梁川                   | 18.3     | | Date      | Fukushima |
| Yanagawa Kibōnomori Kōen-mae | やながわ希望の森公園前 | 20.0     | | Date      | Fukushima |
| Tomino                       | 富野                   | 22.1     | | Date      | Fukushima |
| Kabuto                       | 兜                     | 25.2     | | Date      | Fukushima |
| Abukuma                      | あぶくま               | 29.4     | | Marumori  | Miyagi    |
| Marumori                     | 丸森                   | 37.5     | | Marumori  | Miyagi    |
| Kita-Marumori                | 北丸森                 | 39.2     | | Marumori  | Miyagi    |
| Minami-Kakuda                | 南角田                 | 41.6     | | Kakuda    | Miyagi    |
| Kakuda                       | 角田                   | 43.3     | | Kakuda    | Miyagi    |
| Yokokura                     | 横倉                   | 45.2     | | Kakuda    | Miyagi    |
| Oka                          | 岡                     | 47.7     | | Kakuda    | Miyagi    |
| Higashi-Funaoka              | 東船岡                 | 51.3     | | Shibata   | Miyagi    |
| Tsukinoki                    | 槻木                   | 54.9     | ■ Linea principale Tōhoku                                                                                | Shibata   | Miyagi    |